# Je suis Ingrid
Pour plus de détails, voir Fiche technique et Distribution.
Je suis Ingrid est un film documentaire suédois réalisé par Stig Björkman et sorti en 2015.

## Synopsis
Portrait de l'actrice Ingrid Bergman.

## Fiche technique
- Titre : Je suis Ingrid
- Titre original : Jag är Ingrid
- Réalisation : Stig Björkman
- Scénario :     Stig Björkman, Dominika Daubenbüchel et Stina Gardell
- Photographie : Eva Dahlgren et Malin Korkeasalo
- Son : Mario Adamson
- Montage : Dominika Daubenbüchel
- Musique : Eva Dahlgren et Michael Nyman
- Pays de production :  Suède
- Genre : documentaire
- Durée : 114 minutes
- Dates de sortie : 
  - France : mai 2015 (présentation au Festival de Cannes)[1],[2]

## Distribution
- Ingrid Bergman (images d'archives)
- Alicia Vikander (voix)

## Sélections
- Festival de Cannes 2015 (sélection Cannes Classics)
- BFI London Film Festival 2015
- Göteborg Film Festival 2016